# 宿遷市
宿遷市（しゅくせんし）は、中華人民共和国江蘇省に位置する地級市。面積は江蘇省第4位、人口は第7位。秦末期の楚の武将項羽の出身地である。

## 地理
江蘇省北部に位置し、徐州市、連雲港市、淮安市、安徽省に接する。
市内の洪沢湖は、中国の五大淡水湖の1つ。

## 歴史
1996年7月に宿遷市（地級市）が設立。もと「宿豫」の地名があったが、唐代に代宗の諱（「豫」）を避け、「宿遷」と改められた。項羽の下相城跡が見つかりました。

## 行政区画
2市轄区・3県を管轄下に置く。
- 市轄区：
  - 宿豫区・宿城区
- 県：
  - 沭陽県・泗陽県・泗洪県

| 宿遷市の地図                              |
| ----------------------------------------- |
| 宿城区 宿豫区 沭陽県 泗陽県 泗洪県 洪沢湖 |

### 年表
この節の出典
- 1996年7月19日 - 淮陰市宿遷市が地級市の宿遷市に昇格。宿豫県・宿城区が成立。(1区4県)
  - 淮陰市沭陽県・泗陽県・泗洪県を編入。
- 2004年1月15日 (2区3県)
  - 宿豫県・宿城区の各一部が合併し、宿豫区が発足。
  - 宿豫県の残部および泗陽県・泗洪県の各一部が宿城区に編入。
- 2021年3月2日 - 宿豫区の一部が宿城区に編入。(2区3県)

## 交通
鉄道
- 宿遷駅（中国語版） - 2019年に開業した、徐塩旅客専用線（中国語版）の駅である。同路線の開業により、宿遷は全国の高速鉄道網と接続され、省都の南京へは2時間程度[3]、首都北京へは4時間弱[4]、上海へは3時間30分[5]でアクセス可能となった。
- 新長線（中国語版）
- 宿淮線（中国語版）

道路
- 寧宿徐高速道路、寧徐高速道路